# ネガティヴ
ネガティヴ（Negative）は、フィンランドのロックバンド。

## 来歴
ヨンネ・アーロンとジェイにより1997年にタンペレで結成され、ラリー、クリストゥス、アンティを加えた5人で活動を開始。GBFam Recordsとレコード契約後に発表したデビュー・シングル「ザ・モーメント・オブ・アワ・ラヴ」（2003年）がチャートトップになる。続いて発表したアルバム『ウォー・オブ・ラヴ』はゴールド・ディスクを獲得し、チャート4位に入り27週間連続でチャートに残った。
2004年春にスナックが加入、6人編成となったバンドは同年夏に開催されたサマーソニックにも出演した。
2006年、Loud Park06とHardcore Superstarの前座で来日。フルスケールは無し。
2008年、5月のフィンランドフェスで来日、トリを飾る。またもやフルスケールは無し。

## ラインナップ

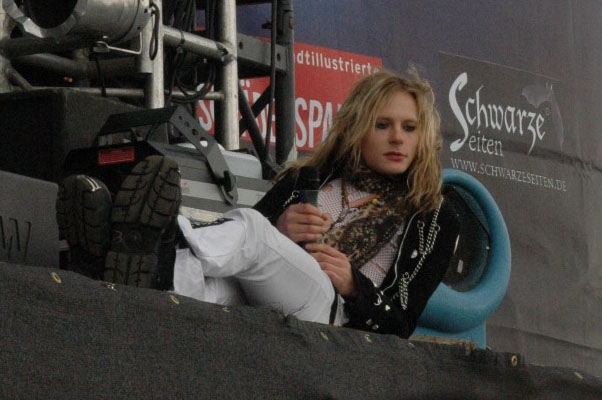
ヨンネ・アーロン

- ヨンネ・アーロン Jonne Aaron - ボーカル
- アンティ Antti Anatomy - ベース
- ジェイ Jay Slammer - ドラムス
- スナック Mr. Snack - キーボード

### 過去に在籍したメンバ
- クリストゥス Sir Christus - ギター、2007年にドラッグ等の問題で脱退
- ラリー Larry Love - ギター

## ディスコグラフィ

### Album
- ウォー・オブ・ラヴ War of Love (2003)
- スウィート・アンド・ディシートフル Sweet & Deceitful (2004)
- アノレクティック Anorectic (2006)
- カーマ・キラー Karma Killer (2008)
- ネオン Neon (2010)

### DVD
- イン・ジ・アイ・オブ・ハリケーン In the eye of hurricane (2008)